# Wii Chess
Wii Chess é um jogo de video game de xadrez para o console Wii. Foi desenvolvido pela Nintendo e lançado em 18 de janeiro de 2008 na Europa. Com o nome de Tsuushin Taikyoku: World Chess, o jogo foi lançado na rede de downloads WiiWare no Japão em 30 de setembro de 2008. O jogo utiliza a engine de xadrez Loop Express. O jogo tem múltiplos reviews.

## Jogabilidade
Utiliza-se o Wii Remote para jogar o jogo. O jogo apresenta uma opção que oferece aos jogadores novatos instruções em relação aos movimentos de cada peça no xadrez. Os jogadores também são capazes de gravar e reprodruzir os seus jogos e jogadas a qualquer momento. Os jogadores também podem jogar online contra outros jogadores no mundo inteiro, utilizando o Nintendo Wi-Fi Connection, mas somente através do acesso à internet.